# San Cassiano (Badia)
San Cassiano (Sankt Kassian in tedesco, San Ćiascian in ladino) è una località turistica italiana, frazione del comune di Badia (Val Badia, Alto Adige), popolata prevalentemente da abitanti che parlano la lingua ladina.

## Geografia fisica
Il paese si trova in una vallata laterale della Val Badia, percorsa dal Rio di San Cassiano, affluente del Gadera. Vi si trova la stazione meteorologica di Badia San Cassiano.
Il centro è attraversato dalla strada provinciale che porta al passo di Valparola, passando per Armentarola. Da qui si raggiunge il passo Falzarego, e si ha la possibilità di scendere a Cortina d'Ampezzo, oppure verso Alleghe.
Sempre dal passo Falzarego è possibile prendere la funivia Lagazuoi e tornare all'Armentarola attraverso una delle più belle piste sciistiche delle Alpi.
San Cassiano è un'importante stazione sciistica, frequentata dal turismo invernale ed estivo.

## Storia
Prima che la località di San Cassiano fosse abitata permanentemente, l'area è stata sfruttata esclusivamente come pascolo per il bestiame (armenc in ladino, corrispondente all'omonima parola italiana "armento"), da cui deriva il nome di Armentarola, frazione sempre del comune di Badia, vicina a San Cassiano, in direzione del Passo Falzarego.

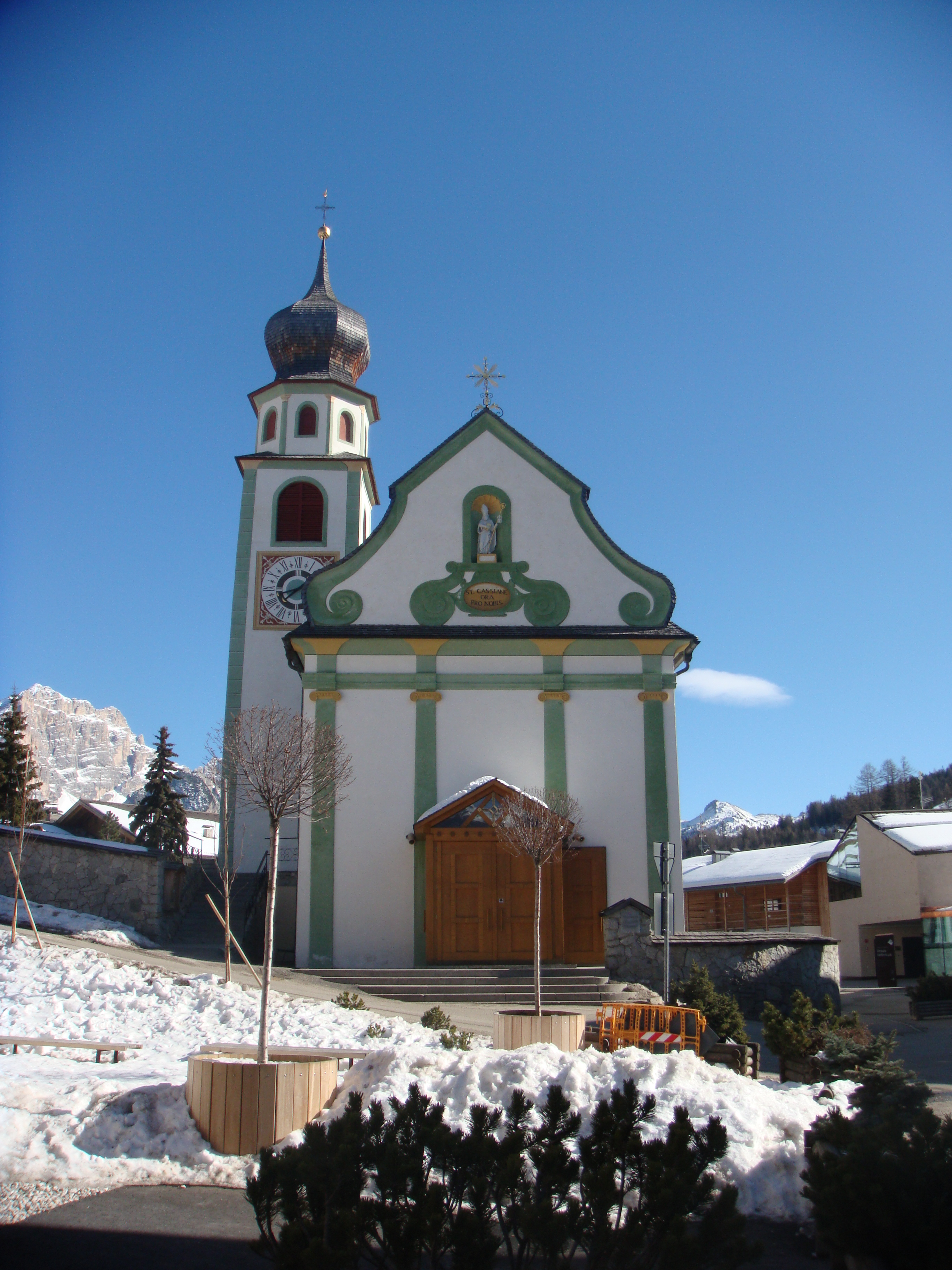
Chiesa di San Cassiano

Già nel 1296 vengono menzionati per la prima volta a San Cassiano i nomi degli abitati, costituiti dalle singole fattorie agricole o masi, in ladino viles.
La località ha ricevuto la sua denominazione attuale dal nome del Santo suo patrono, al quale è consacrata la chiesa del luogo, che fu costruita nell'anno 1782, con il dipinto dell'altare maggiore, in cui viene mostrato il martirio di San Cassiano, opera del pittore Carlo Henrici della Slesia.

## Cultura
Nel 2011 è stato inaugurato nel centro del paese il Museum Ladin Ursus Ladinicus, succursale del Museum Ladin, che espone alcuni fossili ritrovati nella zona ed i resti dell'orso ritrovati nel 1987 nella Grotta sulla Cima Cunturines.

## Economia

### Turismo
Il sito che si trova a 1.537 metri di altezza, è una popolare meta di vacanze dopo l'avvento del turismo nel 1960, sia in estate che in inverno, e per circa 2/3 della popolazione, quasi esclusivamente ladina, il turismo è la principale fonte di reddito.